# Taillebourg (Lot-et-Garonne)
Taillebourg is een gemeente in het Franse departement Lot-et-Garonne (regio Nouvelle-Aquitaine) en telt 87 inwoners (2009). De plaats maakt deel uit van het arrondissement Marmande.

## Geografie
De oppervlakte van Taillebourg bedraagt 6,9 km², de bevolkingsdichtheid is dus 12,6 inwoners per km².
De onderstaande kaart toont de ligging van Taillebourg (Lot-et-Garonne) met de belangrijkste infrastructuur en aangrenzende gemeenten.

## Demografie
Onderstaande figuur toont het verloop van het inwonertal (bron: INSEE-tellingen).